# La travessa 2
La travessa 2 o La travessa: Expedició Mediterrani va ser la segona temporada del programa de telerealitat d'aventures presentat per Laura Escanes. La temporada s'estrenarà el 25 de setembre de 2024.
El gener de 2024 s'anuncià la segona temporada del format i l'obertura del procés de selecció per a participar-hi i també que es modifica el recorregut anant des del Cap de Creus (final de la 1ª temporada) fins al Delta de l'Ebre. El premi final també s'incrementa fins als 20.000€. El pressupost de la 2a temporada també s'incrementa fins als 1.361.669€.

## Concursants[5]
| Equip   | Relació       | Edat | Professió                | Posició                     |
| ------- | ------------- | ---- | ------------------------ | --------------------------- |
| Tafalla | Amics         | 33   | Responsable de qualitat  | 1rs classificats            |
| Cirera  | Amics         | 25   | Emprenedor               | 1rs classificats            |
| Mertxe  | Amics         | 33   | Anestesista              | 2ns classificats            |
| Joan    | Amics         | 32   | Cardiòleg                | 2ns classificats            |
| Melci   | Germans       | 28   | Veterinari porcí         | 3rs classificats            |
| Júlia   | Germans       | 20   | Estudiant                | 3rs classificats            |
| Mireia  | Parella       | 35   | Responsable de logística | 9ns eliminats               |
| Adams   | Parella       | 32   | Coordinador esportiu     | 9ns eliminats               |
| Marina  | Amics         | 25   | Mestra                   | 1a eliminada / 8a eliminada |
| Madi    | Amics         | 27   | Granger                  | 1r eliminat                 |
| Jordi   | Tiet i neboda | 51   | Mosso d'esquadra         | 2n eliminat                 |
| Carla   | Tiet i neboda | 30   | Mestra                   | 2a eliminada / 8a eliminada |
| Marta   | Parella       | 30   | Gestora de residències   | 7es eliminades              |
| Laura   | Parella       | 32   | Infermera                | 7es eliminades              |
| Jordi   | Amics         | 23   | Enginyer industrial      | 6ns eliminats               |
| Ignasi  | Amics         | 23   | Cuiner                   | 6ns eliminats               |
| Clàudia | Amigues       | 21   | Estudiant                | 5es eliminades              |
| Mariona | Amigues       | 19   | Estudiant                | 5es eliminades              |
| Joan    | Amics         | 66   | Fuster                   | 4ts eliminats               |
| Xavi    | Amics         | 63   | Jubilat                  | 4ts eliminats               |
| Clàudia | Filla i mare  | 28   | Controller               | 3es eliminades              |
| Marta   | Filla i mare  | 52   | Responsable d'explotació | 3es eliminades              |

## Resultats
| Equip   | Dia 1 | Dia 2 | Dia 3 | Dia 4 | Dia 5 | Dia 6 | Dia 7 | Dia 8 | Dia 9 | Dia 10 | Dia 11 | Dia 12 | Dia 13 | Dia 14  | Dia 15 |
| ------- | ----- | ----- | ----- | ----- | ----- | ----- | ----- | ----- | ----- | ------ | ------ | ------ | ------ | ------- | ------ |
| Tafalla | 3rs   | 4ts   | 4ts   | 1rs   | 1rs   | 3rs   | 1rs   | 1rs   | 3rs   | 2ns    | 2ns    | 2ns    | 1rs    | 3rs/1rs | 1rs    |
| Cirera  | 3rs   | 4ts   | 4ts   | 1rs   | 1rs   | 3rs   | 1rs   | 1rs   | 3rs   | 2ns    | 2ns    | 2ns    | 1rs    | 3rs/1rs | 1rs    |
| Mertxe  | 1rs   | 2ns   | 2ns   | 3rs*  | 4ts   | 1rs   | 3rs   | 3rs   | 1rs   | 1rs    | 3rs    | 3rs*** | 2ns    | 1rs**** | 2ns    |
| Joan    | 1rs   | 2ns   | 2ns   | 3rs*  | 4ts   | 1rs   | 3rs   | 3rs   | 1rs   | 1rs    | 3rs    | 3rs*** | 2ns    | 1rs**** | 2ns    |
| Melci   | 2ns   | 3rs   | 3rs   | 2ns   | 3rs   | 5ns   | 4ts   | 4ts   | 2ns   | 3rs**  | 1rs    | 1rs    | 3rs    | 2ns     |        |
| Júlia   | 2ns   | 3rs   | 3rs   | 2ns   | 3rs   | 5ns   | 4ts   | 4ts   | 2ns   | 3rs**  | 1rs    | 1rs    | 3rs    | 2ns     |        |
| Mireia  | 4ts   | 7ns   | 7ns   | 4ts   | 7ns   | 4ts   | 2ns   | 2ns   | 4ts   | 4ts    | 4ts    | 4ts    |        |         |        |
| Adams   | 4ts   | 7ns   | 7ns   | 4ts   | 7ns   | 4ts   | 2ns   | 2ns   | 4ts   | 4ts    | 4ts    | 4ts    |        |         |        |
| Jordi   | 9ns   |       |       |       |       |       |       |       |       |        |        |        |        |         |        |
| Carla1  | 9ns   | 7es   | 6es   | 6es   | 5es   | 5es   |       |       |       |        |        |        |        |         |        |
| Marina1 | 11ns  | 7es   | 6es   | 6es   | 5es   | 5es   |       |       |       |        |        |        |        |         |        |
| Madi    | 11ns  |       |       |       |       |       |       |       |       |        |        |        |        |         |        |
| Marta   | 8es   | 5es   | 5es   | 7es   | 5es   | 2es   | 5es   | 5es   |       |        |        |        |        |         |        |
| Laura   | 8es   | 5es   | 5es   | 7es   | 5es   | 2es   | 5es   | 5es   |       |        |        |        |        |         |        |
| Jordi   | 5ns   | 1rs   | 1rs   | 5ns   | 2ns   | 6ns   |       |       |       |        |        |        |        |         |        |
| Ignasi  | 5ns   | 1rs   | 1rs   | 5ns   | 2ns   | 6ns   |       |       |       |        |        |        |        |         |        |
| Clàudia | 7es   | 6es   | 6es   | 6es   | 6es   |       |       |       |       |        |        |        |        |         |        |
| Mariona | 7es   | 6es   | 6es   | 6es   | 6es   |       |       |       |       |        |        |        |        |         |        |
| Joan    | 10ns  | 8ns   | 8ns   | 8ns   |       |       |       |       |       |        |        |        |        |         |        |
| Xavi    | 10ns  | 8ns   | 8ns   | 8ns   |       |       |       |       |       |        |        |        |        |         |        |
| Clàudia | 6es   | 9es   | 9es   |       |       |       |       |       |       |        |        |        |        |         |        |
| Marta   | 6es   | 9es   | 9es   |       |       |       |       |       |       |        |        |        |        |         |        |

Llegenda:
     Guanyen la prova de benefici
     Eliminació
     Guanyadors de La Travessa
     2ns classificats de La Travessa
     3rs classificats de La Travessa
* Són enviats a la fase d'eliminació directament degut a ser els més votats a la prova del punt de control.
** Són enviats a la fase d'eliminació degut a la prova del punt de control.
*** Queden últims per abandonar l'etapa.
**** Degut al benefici del criptex se'ls hi intercanvia la posició.
1 A l'inici del 6è dia es fa una prova de repesca que és individual, generant-se una nova parella formada per la Carla (primera guanyadora) i la Marina (segona guanyadora).

## Resum de la travessa

### 1r dia:Cervera de la Marenda-Platja de Bramant
- Etapa eliminatòria

Localitzacions:
- Cervera de la Marenda
- Coll dels Belitres
- Illot d'en Rafel - Colera
- Memorial Passatges a Walter Benjamin
- Cap Ras (Llançà)
- Platja de Bramant

Resum
Han de trobar una clau per obrir la primera pista. Durant el recorregut de l'etapa han d'aconseguir 6 peces per a completar un puzle.
A l'inici han de pujar al Coll dels Belitres on trobaran la primera pista del puzle. Després un cop baixin, la primera parella podrà anar amb caiac, metre la resta aniran en dos llaüts compartits. Hauran de remar i trobar una altra peça sota l'aigua. Després han de tornar a terra ferma i pujar un penya-segat. Allà dalt hi ha el punt de control. Després han d'anar al Iot d'en Rafel i travessar un pont de mico. Finalment remaran fins Cap Ras per continuar a cala bramant, final d'etapa. El darrer equip quedarà directament eliminat i el penúltim i l'antepenúltim aniran a la prova d'eliminació.
Punt de control
Han de triar entre la seguretat i tornar a baixar i continuar el recorregut o la inversió on haurien de caminar 20 minuts per anar a Portbou i fer una prova d'agilitat mental al Memorial Passatges a Walter Benjamin on guanyaven finalment 100 minuts de temps.
Prova d'eliminació
Dos caiacs lligats entre sí i cada parella ha de remar fins a aconseguir portar els caiacs a la boia de la seva banda.

### 2n dia: Platja del Grau (Pals) -Platja de Tamariu
- Etapa no eliminatòria (Aquesta temporada els temps de les etapes no eliminatòries sí compten per a la propera etapa eliminatòria)

Localitzacions:
- Platja del Grau
- Torre Mora
- Quermany Gros
- Platja de Tamariu
- Far de Sant Sebastià

Resum
El dia anterior trobem al lloc de descans un criptex. Cada etapa el portarà l'equip vencedor l'etapa anterior i mitjançant pistes podrà intentar trobar la paraula clau per obrir-lo i aconseguir un avantatge (intercanviar-se la posició d'una etapa). L'etapa s'inicia a la Platja del Grau on hauran de trobar una peça que li manca a les bicicletes que utilitzaran per anar fins al punt de control fent 10 km en bici des de la Torre Mora fins al Quermany Gros. Després continuen la ruta fins a la Platja de Tamariu.
Punt de control
Han d'endevinar la posició d'una altra parella i li restaran a aquesta 20 minuts si són els únics en encertar-ho, si hi ha més encerts repartiran els temps.
Prova de benefici
Fent escalada han d'agafar unes fitxes amb punts. Qui aconsegueixi més puntuació rebrà el benefici de restar-se una hora a qualsevol etapa.

### 3r dia:Jardí Botànic de Cap Roig-Cala s'Alguer
- Etapa eliminatòria

Localitzacions:
- Jardí Botànic de Cap Roig
- Cala del Crit
- Illes Formigues
- Cala Corbs
- Punta de Canyers
- Barraca d'en Dalí
- Cala s'Alguer
- Barraques de Cala Pallerida

Resum
Primer a través d'un missatge en un mòbil hauran de trobar el mapa pels Jardins de Cap Roig. A continuació han de caminar fins a la Cala del Crit i agafar un caic per anar a les Illes Formigues per trobar un cofre. Després passen per la Cala Corbs i arriben a la Punta de Canyers on hi ha el punt de control. Després travessaran la Barraca d'en Dalí on hauran de trobar la clau que obre el cofre entre més de 100 claus. Finalment es dirigiran al final d'etapa a la Cala s'Alguer.
Punt de control
Els concursants trien un sobre on tenen la possibilitat d'afegir a una altra parella depenent del sobre escollit 10, 15, 20, 30 o 60 minuts de penalització en una etapa, es pot fer servir en aquella o qualsevol etapa només en el punt de control o es pot decidir no fer servir.
Prova d'eliminació
A les Barraques de Cala Pallerida hauran d'aconseguir aproximar-se als 43,66kg de pes trobant diferents pesos per les roques i alta mar fent paddle surf.

### 4t dia:Sant Feliu de Guíxols- Masia deCan Crispins(Llagostera)
- Etapa eliminatòria

Localitzacions:
- Sant Feliu de Guíxols
- Via ferrada de la Cala del Molí
- Cala Ses Ulleres
- Massís de Cadiretes
- Pedra del sacrifici de Can Cabanyes
- Puig de Ses Cadiretes
- Castell de Montagut
- Masia de Can Crispins
- Castell de Sant Iscle

Resum
Primer hauran de nedar i fer una via ferrada de 600 metres; a continuació agafar un caiac i fer 3km fins a la Cala Ses Ulleres. Allà hauran de desxifrar un codi per obrir la propera pista. Un cop a terra ferma s'endinsaran, deixant el litoral hauran de fer 11 km pel Massís de Cadiretes, primer trobaran el punt de control i més endavant al vèrtex geodèsic del Puig de Ses Cadiretes fer la següent prova. Finalment arribaran a la Masia de Can Crispins.
Punt de control
A la Pedra del sacrifici de Can Cabanyes hauran de fer un sacrifici. Escollir quina parella volen enviar directament a la prova d'eliminació.
Prova d'eliminació
Al Castell de Sant Iscle un dels concursants haurà d'escalar el castell mentre l'altre busca la bandera. Un cop l'hagin pujat i hissat, hauran de baixar fent ràpel. La parella més veloç continuarà al programa.

### 5è dia:Centelles-Mas d'Esplugues (Castellcir)
- Etapa eliminatòria

Localitzacions:
- Cercle de les Bruixes
- Via ferrada de les Baumes Corcades
- Cim de Puigsagordi
- Santa Coloma Sasserra
- Mas d'Esplugues
- Avenc del Llest (Mura)

Resum
S'inicia etapa al Cercle de les Bruixes on buscaran un amulet. A continuació caminaran fins a la Via ferrada de les Baumes Corcades on l'hauran de travessar i després fer un pont de mico. Després pujaran al Cim de Puigsagordi. A partir d'aquí la ruta segueix en bicicleta fins a un cercle on havien de fer servir l'amulet per trobar com seguia el camí. Un cop superat el punt de control faran 7 km caminant amb els pesos agafats fins al Mas d'Esplugues.
Punt de control
A Santa Coloma Sasserra podran agafar 10 kg de pes per restar-se 10 minuts al final d'etapa. Durant la resta de la ruta trobaran dos punts més on carregar més pes (7 i 3kg) o deixar-los.
Prova d'eliminació
A l'Avenc del Llest hauran de trobar dues fotografies dins la cova, una a la part superior i una altra a la part inferior baixant 55 metres. Qui primer arribi al cercle groc amb les dues fotografies continuarà a La travessa.

### Repesca
Localització:
- Colònia Vidal

#### Resum
Les 5 parelles eliminades tenen l'oportunitat de ser repescades. Primer de tot hauran de buscar un mapa de forma individual, havent-hi 8 mapes per a 10 persones. Les parelles poden quedar trencades. Després a partir de pistes i enigmes per tota la colònia trobaran la combinació per obrir la seva motxilla encadenada. La suma dels temps de totes les proves decidiran la nova parella.

### 6è dia:Castellbell i el Vilar- Bosc de les Creus (El Bruc)
- Etapa eliminatòria

Localitzacions:
- Castellbell i el Vilar
- Turó del Marquès
- Sant Cristòfol
- Pla del Mas Roig
- Església de Sant Esteve de Marganell
- Bosc de les Creus

#### Resum
La parella guanyadora de l'etapa anterior podrà fer par de l'etapa en globus aerostàtic. L'etapa comença a Castellbell i el Vilar i segueix pujant pel Turó del Marquès. Després hauran de fer una via ferrada. Un cop feta caminaran fins a Sant Cristòfol i al Pla del Mas Roig. Un cop passat el punt de control continuaran caminant fins a l'església de Sant Esteve de Marganell. Després de seguir les pistes per continuar el camí arribaran al final d'etapa, el Bosc de les Creus.
Punt de control
Al Pla del Mas Roig hauran d'anar agafant targetes amb temps per restar-se temps de l'etapa. Podran aturar-se o continuar intentant que els hi toqui la targeta vermella, amb la que perdrien aquest benefici.
Prova d'eliminació
Hauran de passar la nit al Bosc de les Creus sense poder sortir d'un cercle i calculant el temps que s'hi estaran amb l'ajut d'un rellotge de sorra. Qui més s'aproximi a l'hora correcte es salvarà de l'eliminació.

### 7è dia:Cova de la Font Major- Coll de les Baselles i els Frares Encantats
- Etapa no eliminatòria

Localitzacions:
- Cova de la Font Major
- Tossal de les Forques
- Roc de Ponent
- Coll de les Baselles i els Frares Encantats
- Pou de Gel de la Pena

Resum
L'etapa comença a la Cova de la Font Major on s'hauran d'endinsar cova endins per trobar el primer mapa. Un cop a fora han d'anar el bici fins al punt de control. Després hauran de pujar al Roc de Ponent i travessar el Coll de les Baselles i els Frares Encantats per a trobar el final d'etapa.
Punt de control
Al Tossal de les Forques hauran de decidir a quines dues parelles els hi sumen dos minuts; una serà oberta i l'altre anònima.
Prova de benefici
Al Pou de Gel de la Pena es salvarà de l'eliminació l'equip que desfaci primer el gel amb l'ajuda de diferents eines.

### 8è dia:Refugi de la Mussara-Siurana
- Etapa eliminatòria

Localitzacions:
- Refugi de la Mussara

- La Mussara
- Serra de la Mussara
- Gorgs de la Febró
- Siurana
- Salt de la Reina Mora

Resum
L'equip guanyador del benefici rep un missatge sobre el primer punt. Hauran de buscar des de quin punt s'han fet unes fotogràfies al poble abandonat de La Mussara. A continuació seguiran per la Serra de la Mussara fins al punt de control. A continuació seguiran un dels dos camins fins a arribar a un barranc als Gorgs de la Febró i baixar fent rapel. Després seguiran caminant 5km fins a Siurana.
Punt de control
Hi ha dos camins a triar i tres rètols dels quals només un és correcte. Hauran de saber triar quin és el camí correcte i curt.
Prova d'eliminació
Hauran de ser els primers en baixar els 70 metres del Salt de la Reina Mora fent rapel i després córrer 700 metres camps a través sense mapa fins al cercle groc.

### 9è dia:La Morera de Montsant-Poboleda
- Etapa no eliminatòria

Localitzacions:
- La Morera de Montsant

- Els totxos
- Camí dels Cartoixans
- Cartoixa d'Escaladei
- Escaladei
- Poboleda
- Museu de les Mines de Bellmunt del Priorat

Resum
L'etapa comença a La Morera de Montsant on hauran de travessar el poble i trobar Els Toxtos on trobaran 5 cordes d'escalada amb diferent dificultat i hauran d'escalar per trobar el mapa. Un cop el tinguin continuaran pel Camí dels Cartoixans fins a arribar a l'antiga Cartoixa d'Escaladei pel punt de control. Després seguiran fins al poble d'Escaladei on trobaran un panell amb i hauran de trobar unes determinades varietats de vi en unes botes de vi dins una cava per relacionar-los amb uns números i poder obrir la següent pista. Des d'aquí queden 5km entre les vinyes del Priorat fins a arribar al final d'etapa, Poboleda.
Punt de control
Hauran d'escollir entre dues opcions: trair o no trair. Poden haver-hi tres conseqüències, si només un grup traeix aconseguiran la immunitat per la següent etapa eliminatòria, si més d'un grup traeix aniran directament ala prova d'eliminació i si cap grup traeix es sumaran 3.000€ al premi final.
Prova de benefici
A les Museu de les Mines de Bellmunt del Priorat hauran d'endinsar-se dins les mines i treure uns sacs, d'on a un hauran de trobar una bengala. Després pujaran a una xemeneia i encendran una bengala. La recompensa serà conèixer tot el recorregut de l'endemà.

### 10è dia:Colldejou-Capçanes
- Etapa eliminatòria

Localitzacions:
- Colldejou
- Camí de l'Horta
- Lo Portell
- Serra d'en Jover
- L'Enderrocada
- Capçanes
- Ciutat Ibèrica de Kum

Resum
S'inicia l'etapa a Colldejou, vila creadora de les bitlles catalanes. Per decidir l'ordre de sortida jugaran a aquest esport. Sortiran separats en intervals de dos minuts. El camí comença a pujar pel camí de l'Horta i pujant a Lo Portell per travessar la Serra d'en Jover. A d'enderrocada, la cinglera més elevada troben la següent pista. Després hauran de baixar, passant per una tartera fins a Capçanes.
Punt de control
Es torna a presentar el mateix dilema de l'anterior etapa; però amb la diferència que si només hi ha un equip traïdor, a part de salvar-se de l'eliminació; també guanyarien sí o sí 2000€.
Prova d'eliminació
A la Ciutat Ibèrica de Kum jugaran un membre de la parella des de l'aire i l'altre des de terra. Primer la persona de terra haurà d'anar unint amb cintes unes estaques numerats que creen una paraula; mentre que el del cel haurà de descobrir la paraula i dir-li al company. A continuació hauran de cercar un tresor i dur-lo al cercle groc per ser salvats.

### 11è dia:Benissanet-Castell de Miravet
- Etapa no eliminatòria

Localitzacions:
- Benissanet
- Embarcador de Benissanet (Ginestar)
- Riu Ebre
- Transbordador de Miravet
- Castell de Miravet

Resum
L'etapa comença als camps de fruiters de Benissanet on hauran d'anar trobant unes pilotes amb xifres amb les que faran càlculs mentals per a acabar trobant el mapa. A continuació hauran d'anar fins a l'embarcador de Benissanet, el qual només pot portar cada viatge una parella. Un cop passat el riu Ebre trobaran el punt de control. Després tornaran a creuar camps fins al darrer transbordador que queda a l'Ebre a Miravet i arribar al Castell de Miravet.
Punt de control
Hauran de fer un joc d'enginy; tot i que se'l poden estalviar a canvi de 15 minuts de penalització. El joc consisteix en trobar en un altre camp de fruiters la bandera del seu color del joc anterior i allà trobaran la següent pista.
Prova de benefici
Al Castell de Miravet un de cada parella estarà tancat dins el castell amb 5 fotografies i les haurà de descriure al company que haurà de trobar-les dins una pila d'objectes. A l'anvers de cada objecte hi haurà el nom de cavallers d'unes èpoques diferents. Qui primer trobi la seva època correcte obtindrà el benefici. El benefici serà poder tancar les comportes de l'Assut de Xerta en l'etapa següent.

### 12è dia:Miravet- Platja deTivenys
- Etapa eliminatòria

Localitzacions:
- Miravet
- Benissanet
- Poblat ibèric del Castellot de la Roca Roja
- Assut de Xerta
- Platja de Tivenys

Resum
L'etapa comença a Miravet i transcorre tota pel riu Ebre. Serà l'etapa més llarga de La travessa i serà per parelles. Van amb caiacs lligats ambdues parelles. A Benissanet han d'agafar un mapa d'un cordill penjant d'un pont i continuar fins al Poblat ibèric del Castellot de la Roca Roja on hauran de descobrir on és el final d'etapa d'entre cinc possibilitats. Després seguiran fins a l'Assut de Xerta on la parella amb el benefici de l'etapa anterior pot tancar les comportes, fent que l'altre parella hagi d'arrossegar el caiac durant 1 km i després seguir fins al final d'etapa a la platja de Tivenys.
Prova d'eliminació
Prova psicològica a Tivenys. Hi ha una parella que llegirà el missatge de dins la caixa que serà: Estàs eliminat o continues a La travessa; i l'altre parella tindrà 10 minuts per decidir si es queden la caixa o se la queda l'altre parella.

### 13è dia:Coll de l'AlbaL'Aldea/Camarles-Deltebre
- Etapa no eliminatòria

Localitzacions:
- L'Aldea
- Camarles
- Deltebre

Resum
L'etapa s'havia d'iniciar al Coll de l'Alba però es canvia per un incendi forestal. Caminaran sols, partint entre els límits de l'Aldea i Camarles sense parella començant cadascú en un punt diferent. La ruta segueix fins Deltebre. L'etapa queda escapçada per l'incendi.

### 14è dia:Deltebre-Torre de Sant Joan
- Etapa eliminatòria

Localitzacions:
- Deltebre
- Illa de Gràcia
- Embarcador de Balada
- El Poblenou del Delta
- Torre de Sant Joan

Resum
El GPS sona sense avís previ i l'etapa comença. Hauran de caminar fins a l'entrada de Deltebre i agafar un paddle surf fins a l'altre banda de l'Ebre, a l'illa de Gràcia. A partir d'aquí cada parella farà un recorregut diferent, en el qual hauran d'aconseguir cada equip 3 pots de fum. No poden entrar als camps d'arròs sembrats. El primer pot està a l'embarcador de Balada. Després del punt de control s'endinsaran entre els camps d'arrossars del Delta amb bici. Hauran de treure un pot de fum d'en mig d'un arrossar. Després continuaran fins a El Poblenou del Delta en bici. El darrer pot s'amaga a dalt el campanar de l'església. Finalment aniran fins a la Torre de Sant Joan.
Punt de control
Poden triar entre el mapa de sempre o un mapa amb els punts marcats on hi ha els pots de fum però sense la ruta i se'ls hi resten 30 minuts del seu temps.
Prova d'eliminació
Han d'arribar al cercle groc; en primer terme caminant (amb el risc de quedar-se enganxats al fang) o nedant i després amb el paddle surf. La parella guanyadora serà la segona finalista.

### 15è dia:Far del Fangar-
- Etapa final

Localitzacions:
- Far del Fangar
- Platja de Migjorn
- Desembocadura de l'Ebre
- Mirador del Zigurat
- Riu Ebre
- Riu Migjorn

Resum
A l'inici tenen l'opció d'afegir 3000€ al pot final si aconsegueixen escalar el Far del Fangar abans que la parella guanyadora de la 1a temporada de La travessa. Hauran de fer 33 km on caminaran, nedaran, pedalaran i remaran. Aniran trobant diferents fites, i si decideixen saltar-se'n alguna els hi afegiran 5 minuts. Els primers 6,5km seran caminant per la sorra. Més tard agafen les bicis en tàndem pels arrossars del Delta durant 9km fins a la darrera fita; i més tard, 11 km més en bici passant per la desembocadura de l'Ebre i el Mirador del Figurat. Després faran 5km més fins un embarcador on creuaran nedant el riu Ebre. Un cop a l'altre banda en una pontona hauran de remuntar 4 km del riu Migjorn fins a un mirador on hauran de buscar on està el cercle groc per guanyar La travessa.

## Recepció

#### Audiències televisives
| Episodi                                 | Data original d'emissió | Data d'emissió TV3     | Espectadors  |
| --------------------------------------- | ----------------------- | ---------------------- | ------------ |
| 1. Els escollits                        | 25 setembre de 2024     | 23 de desembre de 2024 | 4.000 (1,1%) |
| 2. El secret                            | 25 setembre de 2024     | 23 de desembre de 2024 | 7.000 (1,4%) |
| 3. El sacrifici                         | 3 octubre de 2024       | 24 de desembre de 2024 | 1.000 (0,3%) |
| 4. La càrrega                           | 3 octubre de 2024       | 24 de desembre de 2024 | 8.000 (1,7%) |
| 5. L'inesperat                          | 10 octubre de 2024      |                        |              |
| 6. L'abisme                             | 10 octubre de 2024      |                        |              |
| 7. La traïció                           | 17 octubre de 2024      |                        |              |
| 8. El duel                              | 17 octubre de 2024      |                        |              |
| 9. La soledat                           | 24 octubre de 2024      |                        |              |
| 10. El destí                            | 24 octubre de 2024      |                        |              |
| 11. Les respostes (Darrere les càmeres) | 24 octubre de 2024      |                        |              |

#### Audiències digitals
A 3 d'octubre hi havia mes de 250.000 reproduccions, el segon capítol era el vídeo més vist de la plataforma al mes de setembre i amb l'estrena dels capítols 3 i 4, registra 60.000 reproduccions en un dia. En poc més de dues setmanes i amb sis capítols estrenats, "La travessa: expedició Mediterrani" superava les 568.000 reproduccions a la plataforma 3Cat, des de l'inici de la seva segona temporada. L'estrena dels capítols 5 i 6 ha dut el programa al seu rècord d'audiència diària, amb més de 73.500 reproduccions.
En total, des de l'inici de la primera temporada, el programa acumula més de 2.500.000 reproduccions a la plataforma 3Cat. 